# Petr Tenkrát
Petr Tenkrát (* 31. Mai 1977 in Kladno, Tschechoslowakei) ist ein ehemaliger tschechischer Eishockey- und Inlinehockeyspieler. In der National Hockey League absolvierte er insgesamt 177 Partien für die Mighty Ducks of Anaheim, Boston Bruins und Nashville Predators. In Europa spielte er unter anderem für den HC Sparta Prag, Kärpät Oulu, Timrå IK und seinen Heimatverein HC Kladno.

## Karriere

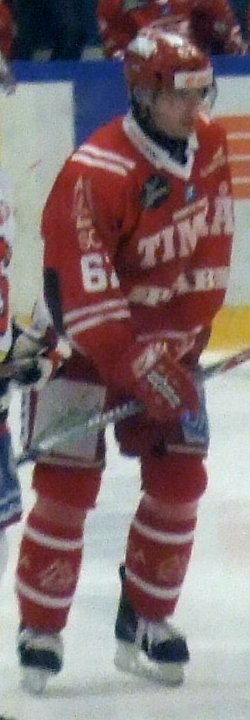
Petr Tenkrát im Trikot des Timrå IK

Tenkrát begann seine Laufbahn in seiner Heimatstadt Kladno und spielte dort bis 1999 in der tschechischen Extraliga. Während des NHL Entry Draft 1999 wurde er an 230. Stelle im achten Durchgang von den Mighty Ducks of Anaheim ausgewählt, entschied sich aber zu einem Wechsel nach Finnland, um dort bei HPK Hämeenlinna zu spielen. Noch während der gleichen Saison wechselte er zu Ilves Tampere, ging aber schließlich im Sommer 2000 doch nach Nordamerika zu den Mighty Ducks of Anaheim.
Allerdings kam Tenkrát auch immer wieder bei den Cincinnati Mighty Ducks in der American Hockey League zum Einsatz, sodass er auf 46 Einsätzen in der NHL und 25 Einsätze in der AHL kam. Außerdem wurde er noch drei Mal in den Play-offs der AHL eingesetzt.
In der Saison 2001/02 wechselte Tenkrát von den Mighty Ducks zu den Nashville Predators und ging für weitere 58 Spiele in der NHL aufs Eis. An Tenkráts Zeit in Nordamerika schloss sich wieder ein Aufenthalt in Finnland an, diesmal bei den Oulun Kärpät, der 2003/04 durch ein Engagement in der russischen Superliga unterbrochen wurde. Er spielte bei Kärpät bis zur Saison 2005/06. Mit dieser Mannschaft gewann er 2004 und 2005 die finnische Meisterschaft. Für die Spielzeiten 2006/07 sowie 2007/08 unterschrieb Tenkrát einen Vertrag bei dem Schweizer A-Nationalligisten SC Bern. Allerdings beinhaltete der Vertrag eine NHL-Ausstiegsklausel, von der Tenkrát im Juni 2006 bereits Gebrauch machte. Statt in die Nationalliga A folgte er dem Ruf in die NHL, um in der Saison 2006/07 bei den Boston Bruins zu spielen. Die Bruins mussten hierzu die nordamerikanischen Rechte an Tenkrát von den Toronto Maple Leafs gegen ein Draftrecht im NHL Entry Draft 2006 tauschen. Die Maple Leafs hatten die Rechte an Tenkrát durch den NHL Waiver Draft 2003 erhalten.
Nach einem NHL-Jahr in Boston kehrte Tenkrát zunächst zu seinem Heimatverein zurück, wechselte aber nach 13 Spieltagen nach Schweden zum Timrå IK, da er dadurch einen steuerfreien Halbjahresvertrag unterzeichnete. Bis 2010 stand er in Schweden unter Vertrag, wobei er die Saison 2009/10 beim Skellefteå AIK verbrachte. Im Oktober 2010 kehrte er zu Kärpät Oulu zurück. Im Mai 2011 wurde er vom HC Sparta Prag aus der tschechischen Extraliga verpflichtet und spielte so überzeugend, dass er in beiden Jahren jeweils für die Weltmeisterschaft nominiert wurde.
Vor der Saison 2013/14 lief sein Vertrag bei Sparta aus und Tenkrát unterzeichnete einen Dreijahresvertrag bei seinem heimatverein, dem HC Kladno. Mit diesem folgte 2014 der Abstieg in die 1. Liga.
Zu Beginn der Saison 2015/16 absolvierte Tenkrát ein Try-Out über vier Spiele beim HC Kometa Brno, erhielt jedoch keinen Vertrag. Aufgrund des noch laufenden vertrages mit Kladno wurde er Mitte Oktober 2015 an den HC Slovan Ústí nad Labem ausgeliehen. Zur folgenden Saison kehrte er noch einmal in den Kader der Ritter aus Kladno zurück.
2017 beendete er seine Karriere und wurde Fitnesstrainer.

### International
Petr Tenkrát kam in seiner bisherigen Karriere bei drei Eishockey-Weltmeisterschaften und einer Inlinehockey-Weltmeisterschaft für Tschechien zum Einsatz: Für die tschechische Eishockeynationalmannschaft nahm er an der U20-Weltmeisterschaft 1997, sowie an der Eishockey-Weltmeisterschaft der Herren 2006 und 2007 teil. 2008 wurde er in den Kader der tschechischen Inlinehockeynationalmannschaft berufen und nahm mit dieser an der IIHF Inlinehockey-Weltmeisterschaft 2008 in Bratislava teil, wo diese den fünften Platz belegte.
Weitere Teilnahmen an Weltmeisterschaften folgten 2012 und 2013, wobei er beim Turnier 2012 eine weitere Bronzemedaille gewann.

## Erfolge und Auszeichnungen
- 2004 Finnischer Meister mit Kärpät Oulu
- 2005 Finnischer Meister mit Kärpät Oulu

### International
- 2006 Silbermedaille bei der Weltmeisterschaft
- 2012 Bronzemedaille bei der Weltmeisterschaft

## Karrierestatistik
(Legende zur Spielerstatistik: Sp oder GP = absolvierte Spiele; T oder G = erzielte Tore; V oder A = erzielte Assists; Pkt oder Pts = erzielte Scorerpunkte; SM oder PIM = erhaltene Strafminuten; +/− = Plus/Minus-Bilanz; PP = erzielte Überzahltore; SH = erzielte Unterzahltore; GW = erzielte Siegtore; 1 Play-downs/Relegation; Kursiv: Statistik nicht vollständig)